# Diaphone rungsi
Diaphone rungsi är en fjärilsart som beskrevs av François Louis Nompar de Caumont de Laporte 1973. Diaphone rungsi ingår i släktet Diaphone och familjen nattflyn. Inga underarter finns listade i Catalogue of Life.